# Everything All the Time
| Críticas profissionais                                                      | Críticas profissionais |
| Avaliações da crítica                                                       | Avaliações da crítica  |
| Fonte                                                                       | Avaliação              |
| --------------------------------------------------------------------------- | ---------------------- |
| allmusic                                                                    | link                   |
| Pitchfork Media                                                             | link                   |
| PopMatters                                                                  | link                   |
| Slant Magazine                                                              | link                   |
| Esta tabela precisa de ser acompanhada por texto em prosa. Consulte o guia. |                        |

Everything All the Time é o álbum de estreia da banda Band of Horses, lançado em 21 de março de 2006.

## Faixas
Todas as faixas por Ben Bridwell, Chris Early e Tim Meinig, exceto onde anotado.
1. "The First Song" — 3:43
2. "Wicked Gil" — 2:57
3. "Our Swords" — 2:26
4. "The Funeral" — 5:22
5. "Part One" — 2:36
6. "The Great Salt Lake" — 4:45
7. "Weed Party" — 3:09
8. "I Go to the Barn Because I Like The" (Mat Brooke, Early, Meinig) — 3:06
9. "Monsters"  — 5:21
10. "St. Augustine" (Brooke, Early, Meinig) — 2:41

## Desempenho nas paradas musicais
| Parada musical (2006)                   | Posição |
| --------------------------------------- | ------- |
| Estados Unidos - Top Heatseekers        | 25      |
| Estados Unidos - Top Independent Albums | 31      |

## Créditos
- Ben Bridwell - Vocal, guitarra
- Mat Brooke - Guitarra, vocal nas faixas 8 & 10
- Chris Early - Baixo
- Tim Meinig / Sera Cahoone - Bateria